# 죽곡면
죽곡면(竹谷面)은 대한민국 전라남도 곡성군의 면이다.

## 개요
죽곡면에는 742년 신라 경덕왕 원년에 혜철 스님이 세웠다는 태안사에 보물 5점(보물 273호 적인선사 조륜청정탑 등)과 도지정문화재 3점, 조태일시문학관, 그리고 쉼 없이 흐르는 맑은 계곡이 있다. 죽곡면은 무농약, 저농약 친환경농업을 실천하고 있고, 보성강에서 자생하는 은어 · 참게 매운탕, 그리고 대사리 탕이 유명하다. 상한 《하늘나리 전통테마마을》에서는 농촌체험이 언제라도 가능하고, 보성강변 남양리에 있는 와룡천연잔디구장은 사전 예약으로 사용이 가능하다.

## 행정 구역
| 법정리 | 한자명 | 행정리                 |
| ------ | ------ | ---------------------- |
| 고치리 | 古致里 | 고치리                 |
| 남양리 | 南陽里 | 남양리                 |
| 당동리 | 堂洞里 | 당동리, 본토리, 서정리 |
| 동계리 | 桐溪里 | 동계리, 삼송리, 창기리 |
| 봉정리 | 鳳停里 | 덕양리, 봉정리, 죽성리 |
| 삼태리 | 三台里 | 삼태리                 |
| 신풍리 | 新豊里 | 반송리, 신풍리         |
| 연화리 | 蓮花里 | 연화리                 |
| 용정리 | 龍亭里 | 북소리, 용정리         |
| 원달리 | 元達里 | 건모리, 원달리         |
| 유봉리 | 留鳳里 | 비봉리, 유봉리         |
| 태평리 | 太平里 | 태평리, 하죽리         |
| 하한리 | 下汗里 | 하한리                 |
| 화양리 | 華陽里 | 화양리                 |

## 교육
- 죽곡초등학교
  - 동계분교 (폐교) - 죽곡면 태안로 793 (동계리)
- 죽곡중학교 (폐교) - 죽곡면 오죽로 43 (태평리)